# Rikalanlahti
Rikalanlahti är en vik i den nordöstra delen av sjön Näsijärvi i Tammerfors i Birkaland.